# Prix littéraire Alain-Decaux de la francophonie
Le prix littéraire Alain-Decaux de la francophonie est un concours littéraire de renommée internationale destiné à récompenser des écrivains francophones amateurs ayant rédigé une nouvelle. Créé en 1999 par la Fondation de Lille, il se déroule tous les deux ans.

## Public visé
Ce concours, qui s'adresse à l’ensemble des écrivains francophones amateurs dans le monde, succède au « prix de la Nouvelle », qui était destiné aux seuls pays africains. Il a été parrainé par l'historien Alain Decaux à partir de 2003,.

## Objectifs
Selon la Fondation de Lille, les objectifs du concours sont :
- de favoriser la création littéraire dans les pays francophones, mais également dans des régions du monde ou l’édition est difficilement accessible,
- de pérenniser et développer l’usage de la langue française,
- de faire participer à la découverte et au dialogue des cultures par le biais de la littérature[5],[6].

## Candidats et lauréats
Le concours, dont l’inscription est gratuite, s’adresse à tous les écrivains amateurs francophones. Il porte sur la présentation d’une nouvelle inédite, écrite en français sur un thème libre. Les candidats sont répartis en cinq catégories géographiques (par continents) et en deux catégories d’âge (15 - 18 ans et plus de 18 ans). Une catégorie spéciale « Région Hauts-de-France » s’adresse aux écrivains amateurs de la nouvelle région. 
Pour les 6e édition et 7e édition, l’ensemble des lauréats ont été choisis par un jury issu de lecteurs amateurs de la métropole lilloise. Ils ont reçu un prix financier de 400 €. La nouvelle de chaque lauréat sera publiée dans un recueil diffusé largement. Le « Grand Lauréat », désigné par l'écrivain lillois Michel Quint, reçoit un prix de 600 € et est invité par la Fondation de Lille, à l’occasion de la cérémonie de remise des prix.

## Historique
Alain Decaux étant décédé en 2016, le parrainage du prix a été assuré par Michel Quint, écrivain et Lillois d'origine, déjà impliqué, depuis 2012, dans le choix du Grand Lauréat. Le prix conservera le nom d'Alain Decaux.

## Liste des lauréats
Note: les grands lauréats sont précisés en gras

### 3eédition (2007)

#### Catégorie A - Francophonie
- Moins de 25 ans : L'hermite et le Christ de Didier Lalaye - Tchad
- Plus de 25 ans : Ailes virtuelles de Mounys - Tunisie
- Mention : 
  - Dans le monde hostile de Didier Sougoudi - Tchad
  - La Danse du vent de Hervé Sourou Kanmodozo - Benin

#### Catégorie B - Nord-Pas-de-Calais / Belgique
- Moins de 25 ans : aucun prix décerné dans cette catégorie
- Plus de 25 ans : 
  - Un aller-simple de Jérémie Belot - France
  - Et s'il subsistait un doute de Patrick Ledent - Belgique
- Mention : Retrouvaille d'outre trépas de Roger Stas - Belgique
- Scolaire : Écris de Julia Inisan / Lycée Montebello de Lille - France

#### Hors Catégorie (France)
- Ex-il, presque'elle de Emmanuelle Urien
- Combien de temps font dix minutes de Hélène Carles
- À toi mon frère qui me tuera demain de Sylvie Teper

### 4eédition (2010)

#### Catégorie A - Continent africain
- Moins de 25 ans : Araignées du soir de Alexandra Malala Razafindrabe - Madagascar
- Plus de 25 ans : Monsieur Consistant de Lofi Ben Letaifa - Tunisie

#### Catégorie B - Continents asiatique, européen et américain
- Moins de 25 ans : Fumer de Tatiana Tissot - Suisse
- Plus de 25 ans : Jacqueline de Hani Abdulnour - Liban

#### Catégorie C - France
- Moins de 25 ans : Tout à traque de Natacha Quentin - France
- Plus de 25 ans : Dernier hiver à Tanger de Céline Penverne - France

#### Mentions spéciales
- Sous le saule pleureur de Sebastien Pollet - France
- La Loi du Jars de Gaël Dubreuil - France
- Sur les pas du Jazzman de Claire Chapuis Journiac - France

#### Coups de cœur
- Et Papa lui dit de Anatole Guilbert - France
- La Souris de Classe de CM2 / Madame Tilli - Tunisie
- La Rescapée de Marie-Louise Sock - Sénégal

### 5eédition (2015)

#### Catégorie Afrique
- Plus de 18 ans : Hama le taximan de Oumarou Aboubacari Bétodji - Niger

#### Catégorie Europe - Amérique
- Moins de 18 ans : La Ville de Trayan de Mirna Dragas - Bosnie-Herzégovine
- Plus de 18 ans : deux lauréats ex æquo :
  - Dites-le avec des fleurs de Klaus Gerth - Allemagne
  - La Page blanche de Claire Chapuis-Journiac - France

#### Catégorie Nord-Pas-de-Calais
- Moins de 18 ans : Soljkat  de Florie Keungueu
- Plus de 18 ans : deux lauréats ex æquo :
  - Le Relais de Bruno Vandevoorde
  - Mon mari de Louise Noé

#### Mentions spéciales
- À la découverte de soi de Hajar Pourmera Thiam - Saint-Louis du Sénégal
- L'Impasse de Édouard Elvis Bvouma - Cameroun
- Chrysalide de Christelle Chenet - France, Nord-Pas-de-Calais
- Quand ça veut pas de Gilles Aubin - France, Nord-Pas-de-Calais

### 6eédition (2016-2017)

#### Catégorie Afrique
- Plus de 18 ans : Lettres de Jeanne Liliane Mani Mendouga - Cameroun

#### Catégorie Amériques
- 15 – 18 ans : Labor Omnia Vincit Improbus, d'Élise Loth - Brésil - France, Hauts-de-France
- Plus de 18 ans : Le Syndrome Victor de Frederico De Paiva Guimaraes - Canada

#### Catégorie Asie - Océanie
- 15 – 18 ans : Élena d'Amara Dhuez - Cambodge
- Plus de 18 ans : Actes manqués d'Alexandra Kodjabachi - Liban

#### Catégorie France - Europe
- 15 – 18 ans : deux lauréats ex æquo : 
  - Une parmi tant d'autres d'Hugues Mortemard de Boisse - France
  - Crépuscule Amazonien d'Imane Demnati - France
- Plus de 18 ans : Au nom du père de Daniel Augendre - France

#### Catégorie Hauts-de-France
- 15 – 18 ans :  Catharsis d'Éloïse Niang
- Plus de 18 ans :  Le Lac de Serge Havet

#### Mentions spéciales
- Un Citron pour la Chorba de Maman d'Abderrahmane Yefsah - Algérie
- Article L234-1 de Thomas Bigand - France, Hauts-de-France
- Hassan de Catherine Rolland - Suisse
- Une tempête hors saison de Lamiae Chaali - Maroc

### 7eédition (2018-2019)

#### Catégorie Afrique
- 15 – 18 ans : Enfant Soldat d'Anasthasia Pearl Keba - Maroc/Gabon
- Plus de 18 ans : Anonyme  de Gils Da Douanla - Cameroun

#### Catégorie Amériques
- 15 – 18 ans : Mon été 2018 de Maëva Eleloue - France, Guadeloupe
- Plus de 18 ans : Paco Marche de Joan Sénéchal - Canada

#### Catégorie Asie - Océanie
- 15 – 18 ans : Le Crayon et le Pinceau d'Umut Mert Karacaoğlu - Turquie
- Plus de 18 ans : La Nuit du Solstice de André Brial - France, Nouvelle-Calédonie

#### Catégorie France - Europe
- 15 – 18 ans : Symphonie du Nouveau-Monde de Marius Lalande - France, Gironde
- Plus de 18 ans : Les Pierres sèches de Wictorien Allende - France, Bouches-du-Rhône

#### Catégorie Hauts-de-France
- 15 – 18 ans : La Vie de Chloé Dupont - Nord
- Plus de 18 ans : La Doublure écossaise de Hervé Beghin - Nord[9]

#### Mentions spéciales
- Les Jours brisants de Dominique Merven - Île Maurice
- Rendez-vous sous le tilleul de Gladys Couturier - France, Maine-et-Loire

### 8eédition (2022-2024)[10]

#### Catégorie Afrique
- les pierres moussues de Lalla Mina Idrissi-Hassani - Maroc

#### Catégorie Amériques
- Lucia de India Tracy - Mexique

#### Catégorie Asie - Océanie
- Le vieil homme de Ayfer Simms - Turquie

#### Catégorie Europe
- La belle cycliste de Marie Derley - Belgique,
- Racines de François Neiva Palhares - France

#### Catégorie Hauts-de-France
- Dans les yeux du cheval de Florence Chaumorcel - Pas-de-Calais

#### Moins de 18 ans
- Cœur de cristal de Marina Mengual d'Hiver - France